# Gas City
Gas City é uma cidade localizada no estado americano de Indiana, no Condado de Grant.

## Demografia
Segundo o censo americano de 2000, a sua população era de 5940 habitantes.
Em 2006, foi estimada uma população de 5791, um decréscimo de 149 (-2.5%).

## Geografia
De acordo com o United States Census Bureau tem uma área de
9,6 km², dos quais 9,6 km² cobertos por terra e 0,0 km² cobertos por água. Gas City localiza-se a aproximadamente 268 m acima do nível do mar.

## Localidades na vizinhança
O diagrama seguinte representa as localidades num raio de 12 km ao redor de Gas City.